# Malaspina Park
Malaspina Park är en park i Kanada.   Den ligger i Powell River Regional District och provinsen British Columbia, i den sydvästra delen av landet, 3 600 km väster om huvudstaden Ottawa. Malaspina Park ligger 158 meter över havet. Den ligger vid sjön Wednesday Lake.
Terrängen runt Malaspina Park är varierad. Havet är nära Malaspina Park åt sydväst. Trakten är glest befolkad. Närmaste större samhälle är Lund, 4,9 km söder om Malaspina Park. 